# Baronia del Papiol
La Baronia del Papiol fou una jurisdicció senyorial sobre el castell i el terme del Papiol.
Per un document de 1115 el domini del castell pertanyia al comte de Barcelona i que aquest l'infeudà als germans Arnau, Bernat i Ramon Pere i que aquests prengueren el cognom Despapiol.
El gener de 1395 el rei Joan I vengué, per 6.000 lliures a carta de gràcia, a Berenguer de Cortilles, els dominis del castell, així com la jurisdicció civil i criminal i el mer i mixt imperi. Cinc mesos després consta que l'anomenat nou senyor superior del castell i en cedia el domini a Ramon Despapiol.
El 1505 la baronia passà per enllaç familiar als Marimon, senyors de Sant Marçal, i després als Guimerà, senyors de Llorac. La plena jurisdicció fou confirmada el 1587 a Gispert de Guimerà i de Llupià. El 1610 també per enllaç passà als Desbosc, barons de Vilassar, que la vengueren al mercader Francesc Argemí, que en fou investit el 1661. També per successió passà posteriorment al polític i escriptor republicà, que defugí ser-ne baró, Valentí Almirall i Llozer. Actualment, en comparteixen títol i propietat del castell les germanes Adela i Maria Teresa Mora Almirall, casada amb Manuel Bofarull Estarlich, amb descendència.